# Otacilia furcata
Espèce
Otacilia furcata est une espèce d'araignées aranéomorphes de la famille des Phrurolithidae.

## Distribution
Cette espèce est endémique du Sichuan en Chine,. Elle se rencontre dans le xian de Shimian.

## Description
Le mâle holotype mesure 3,33 mm et la femelle paratype 3,57 mm.

## Systématique et taxinomie
Cette espèce a été décrite par Mu, Jin et Zhang en 2022.

## Publication originale
- Mu, Jin & Zhang, 2022 : « Description of eight new species of Otacilia Thorell, 1897 from southern China (Araneae: Phrurolithidae). » Zootaxa, no 5134(2), p. 238-260.